# Віргинська сільська рада
Вірги́нська сільська рада (рос. Виргинский сельский совет) — сільське поселення у складі Нижньоломовського району Пензенської області Росії.
Адміністративний центр — село Вірга.

## Історія
2004 року було ліквідовано селище Потьмінський.

## Населення
Населення — 867 осіб (2019; 980 в 2010, 1031 у 2002).

## Склад
До складу сільської ради входять:
| Населений пункт       | Населення, осіб (2002) | Населення, осіб (2010) |
| --------------------- | ---------------------- | ---------------------- |
| Вірга, село           | 1018                   | 973                    |
| Дмитрієвський, селище | 12                     | 6                      |
| Потьмінський, селище  | 0                      | -                      |
| Скрипіцино, село      | 1                      | 1                      |